# Volutharpa ainos
Volutharpa ainos is een slakkensoort uit de familie van de Buccinidae. De wetenschappelijke naam van de soort is voor het eerst geldig gepubliceerd in 1956 door Kuroda & Kinoshita.